# Owen Pickering
Owen Pickering (né le 27 janvier 2004 à Saint-Adolphe dans la Province du Manitoba au Canada) est un joueur canadien de hockey sur glace. Il joue à la position  de défenseur.

## Biographie

### Carrière junior
Pickering commence sa carrière junior lors du tournoi Brick Invitational en 2013-2014 avec les Jets juniors de Winnipeg. Il inscrit 2 points en 6 matchs de qualification. Son équipe se classe à la 6e place de la division 1 et n'est pas qualifiée pour le tour final.
Il dispute la saison 2017-2018 avec les Selects d'Eastman avec les moins de 15 ans.  Il joue 7 matchs, obtenant une passe. La saison suivante, il joue 35 matchs, inscrivant 17 points. Son équipe termine au 1re rang de la ligue.
Le 2 mai 2019, il est sélectionné en 177e position lors du neuvième tour du repêchage de la LHOu par les Broncos de Swift Current.
Lors de la saison 2019-2020, il évolue pour l'Académie Rink Hockey en CSSHL. Avec les moins de 16 ans, il inscrit 21 points en 34 matchs. Son équipe termine à la 2e place du championnat.
Le 4 avril 2020, il s'engage avec les Broncos.
Il commence la saison 2020-2021 avec l'Académie Rink Hockey, jouant 3 rencontres avec les moins de 18 ans en CSSHL. Il rejoint ensuite les Broncos de Swift Current, pour disputer 23 matchs dans la LHOu, comptabilisant 9 points. Le 19 avril 2021, la LHOu décide d'interrompre la Saison 2020-2021 après 24 matchs disputés à cause de la pandémie de COVID-19. À ce moment-là, son équipe pointe au 11e rang de la conférence Est.
En 2021-2022, il prend part à 62 parties dans la LHOu, inscrivant 33 points. Les Broncos ne parviennent pas à se classer pour les séries éliminatoires, terminant à la 10e place de la conférence Est. Au terme de la saison, il est nommé sur la seconde équipe d'étoiles de la division centrale.
En prévision du repêchage de 2022, la centrale de recrutement de la LNH le classe au 15e rang des espoirs nord-américains chez les patineurs. Il est sélectionné au 21e rang par les Penguins de Pittsburgh.

### En équipe nationale
Pickering représente son pays, le Canada depuis 2022, avec le contingent des moins de 18 ans. Il participe au Championnat du monde moins de 18 ans. Le Canada se classe à la 5e place, battu lors des quarts de finale par la Finlande sur le score de 5-6 après prolongation.

## Statistiques

### En club
| Saison    | Équipe                  | Ligue      |    | Saison régulière | Saison régulière | Saison régulière | Saison régulière | Saison régulière |   | Séries éliminatoires | Séries éliminatoires | Séries éliminatoires | Séries éliminatoires | Séries éliminatoires |
| Saison    | Équipe                  | Ligue      | PJ | B                | A                | Pts              | Pun              | PJ               | B | A                    | Pts                  | Pun                  |                      |                      |
| 2013-2014 | Jets junior de Winnipeg | BIT        | 6  | 1                | 1                | 2                | 0                | -                | - | -                    | -                    | -                    |                      |                      |
| 2017-2018 | Selects d'Eastman       | WAAAHL U15 | 7  | 0                | 1                | 1                | 0                | -                | - | -                    | -                    | -                    |                      |                      |
| 2018-2019 | Selects d'Eastman       | WAAAHL U15 | 35 | 6                | 11               | 17               | 14               | -                | - | -                    | -                    | -                    |                      |                      |
| 2019-2020 | Académie Rink Hockey    | CSSHL U15  | 34 | 5                | 16               | 21               | 8                | 2                | 0 | 3                    | 3                    | 0                    |                      |                      |
| 2019-2020 | Académie Rink Hockey    | CSSHL U18  | 3  | 0                | 0                | 0                | 2                | -                | - | -                    | -                    | -                    |                      |                      |
| 2020-2021 | Académie Rink Hockey    | CSSHL U18  | 3  | 0                | 2                | 2                | 2                | -                | - | -                    | -                    | -                    |                      |                      |
| 2020-2021 | Ice de Winnipeg         | LHOu       | 23 | 2                | 7                | 9                | 8                | -                | - | -                    | -                    | -                    |                      |                      |
| 2021-2022 | Ice de Winnipeg         | LHOu       | 62 | 9                | 24               | 33               | 39               | -                | - | -                    | -                    | -                    |                      |                      |

### En équipe nationale
| Année | Équipe | Compétition                          |   | PJ | B | A | Pts | Pun      |  | Résultat |
| 2022  | M18    | Championnat du monde moins de 18 ans | 4 | 0  | 2 | 2 | 0   | 5e place |  |          |

## Trophées et honneurs personnels

### LHOu
- 2021-2022 : Nommé sur la seconde équipe d'étoiles de la division Centrale.